# Pablo Rodríguez (cyclisme)
Rodríguez  Guede est un nom espagnol. Le premier nom de famille, en général paternel, est Rodríguez ; le second, en général maternel, souvent omis, est Guede.
Pablo Rodríguez Guede, né le 24 juin 1993, est un coureur cycliste espagnol spécialiste de VTT cross-country. Chez les moins de 23 ans, il termine 2e du classement général de la coupe du monde de VTT 2015 et est champion d'Europe 2015.

## Palmarès en VTT

### Coupe du monde
- Coupe du monde de cross-country espoirs
  - 2014 : 6e du classement général
  - 2015 : 2e du classement général, vainqueur d'une manche
- Coupe du monde de cross-country élites
  - 2016 : 21e du classement général
  - 2017 : 12e du classement général
  - 2018 : 39e du classement général
  - 2019 : 34e du classement général
  - 2021 : 53e du classement général
  - 2022 : 35e du classement général
  - 2023 : 73e du classement général

### Championnats d'Europe
- Chies d'Alpago 2015
  -  Champion d'Europe de cross-country espoirs

### Championnats d'Espagne
- 2012
  -  Champion d'Espagne de cross-country espoirs
- 2013
  -  Champion d'Espagne de cross-country espoirs
- 2014
  -  Champion d'Espagne de cross-country espoirs
- 2015
  -  Champion d'Espagne de cross-country espoirs
- 2016
  - 3e du championnat d'Espagne de cross-country
- 2017
  - 2e du championnat d'Espagne de cross-country

## Palmarès en cyclo-cross
- 2010-2011
  -  Champion d'Espagne de cyclo-cross juniors
  - Trofeo Ayuntamiento de Muskiz juniors, Muskiz
  - Asteasuko XII Ziklo-Krossa juniors, Asteasu
- 2011-2012
  - Trofeo Ayuntamiento de Muskiz espoirs, Muskiz
- 2014-2015
  - Champion de Galice de cyclo-cross